# Turistická značená trasa 3634
 Turistická značená trasa 3634 je 23,3 km dlouhá zeleně značená turistická trasa Klubu českých turistů spojující zříceninu hradu Libštejn s Kařezem.

## Průběh trasy
Trasa začíná pod zříceninou hradu Libštejn, pocházejícího ze 14. století, kde se také setkává s červeně značenou turistickou trasou č. 0202. U osady Zavadilka, v obci Lhotka u Radnic, trasa vychází z přírodního parku Horní Berounka. Trasa dále prochází vesnicí Chotkov do Lhotky u Radnic. Z Lhotky cesta pokračuje do údolí Radnického potoka do obce Kamenec, kde se cesta potkává s červeně značenou turistickou trasou č. 0207. Proti proudu potoka cesta vede k přírodní památce Kamenec, vlhké louce s ojedinělou flórou. Okolo hřbitova vesnice Svatá Barbora a Cukrovic Mlýna míří trasa Dědinskou ulicí do Radnic k rozcestníku na křivotku ulic Pražská, Zámostí a Pod Kálvárií, kde se trasa setkává s žlutě značenou turistickou trasou č. 6612 a červeně značenou turistickou trasou č. 0207. Od rozcestníku cesta pokračuje kolem chráněné lípy, u níž se odpojuje od červené turistické trasy, a míří k autobusové zastávce Radnic, Puchmajerova, odkud trasa pokračuje proti proudu Chomelského potoka k židovského hřbitovu. Po dvou kilometrech od hřbitova trasa protíná silnici do Pajzova a míří pod Babskou skálu, k rozcestníku modře značené turistické trasy č. 1432. Přes Koželužku a Rovný směřuje cesta k rozcestníku U Zámečku, kde se setkává s červeně značené turistické trasy č. 0209, odkud zelená značka pokračuje do obce Plískov. U autobusové stanice Plískov rozcestník trasu směřuje pod vrch Bukov, kde se cesta protíná s modře značenou turistickou trasou č. 1409. Od Bukova překračuje trasa silnici II/235 a stáčí se k Čápskému rybníku, kde končí a navazuje na modře značenou turistickou trasu č. 1408.

## Galerie

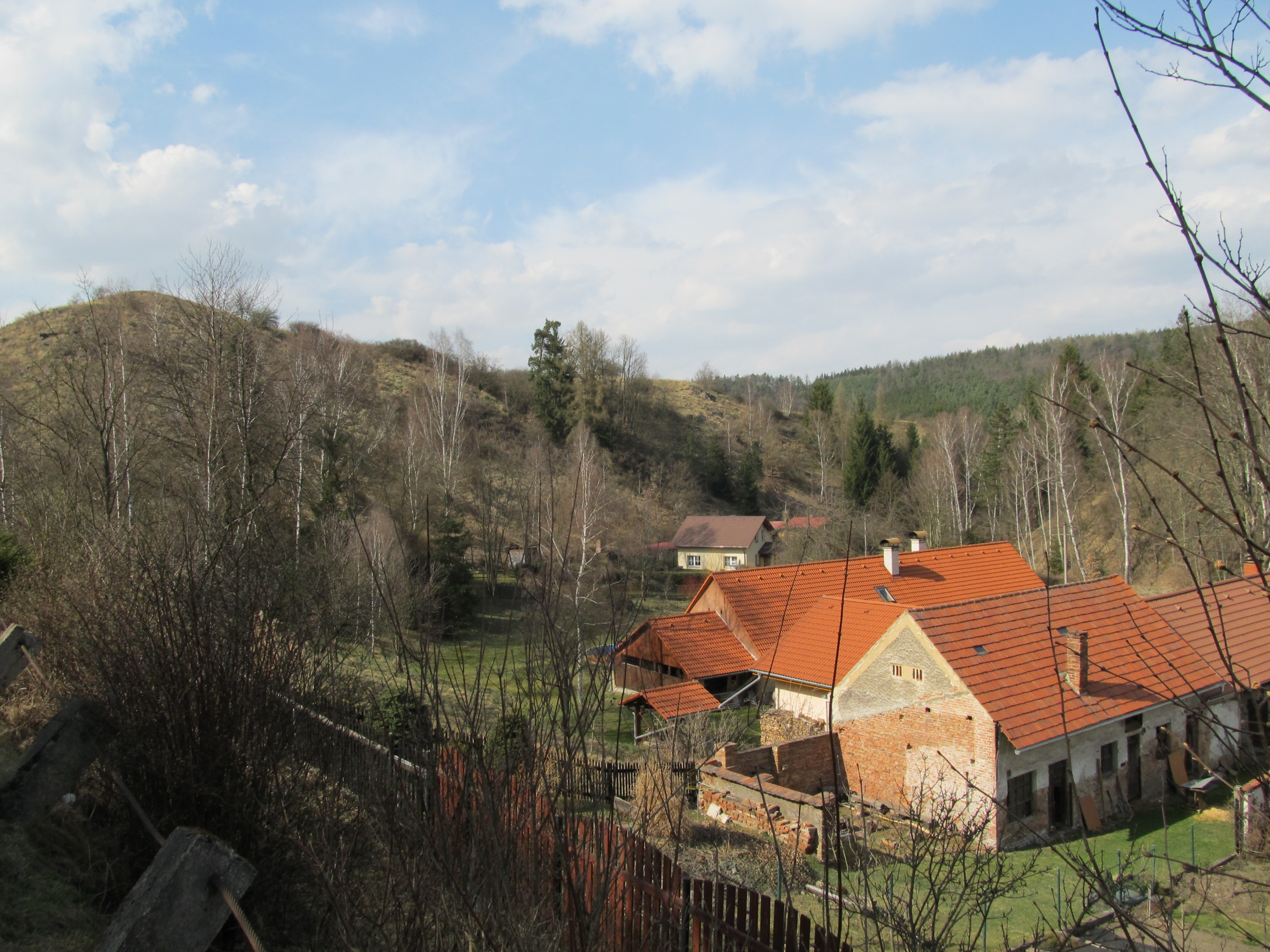
Kamenec
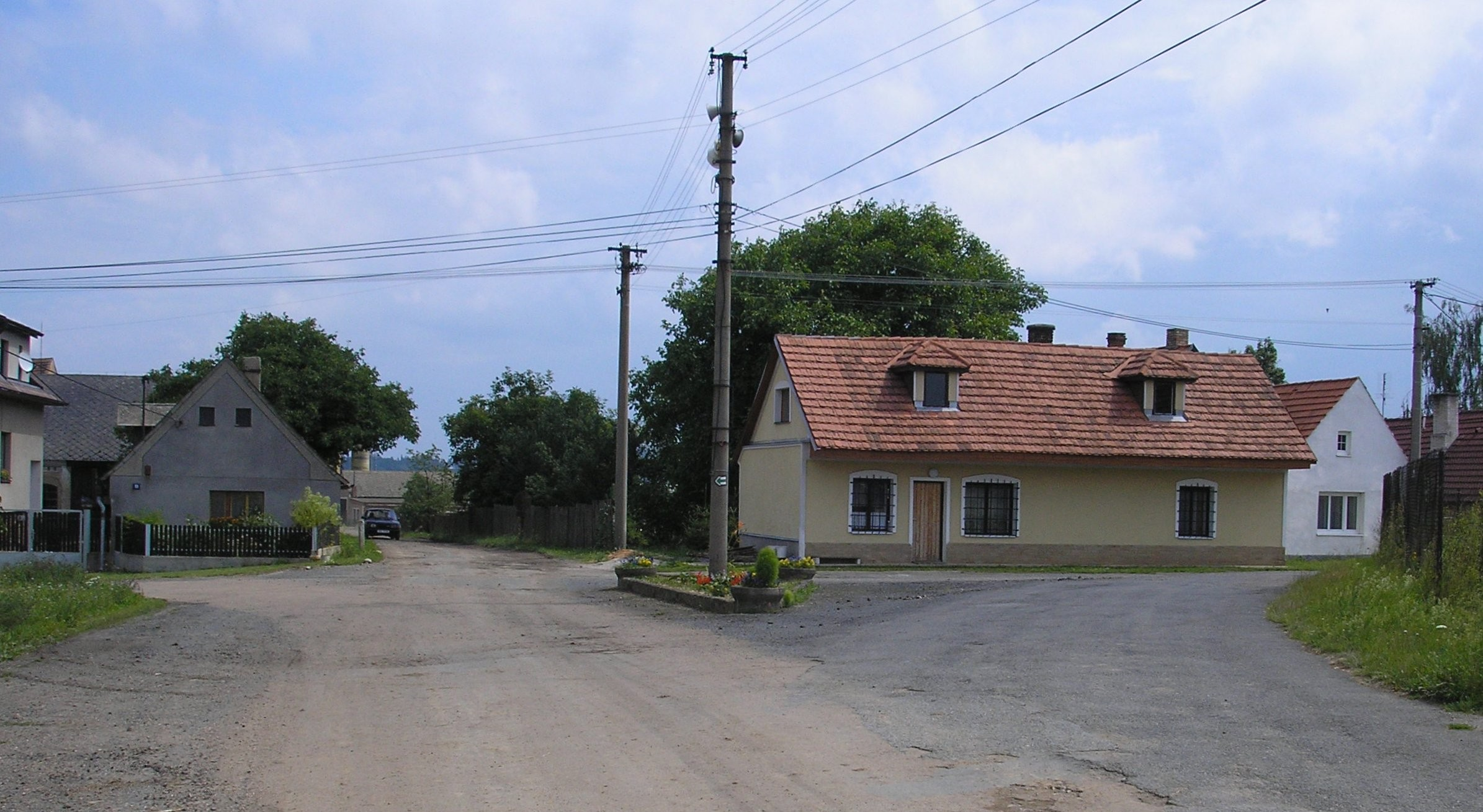
Lhotka u Radnic
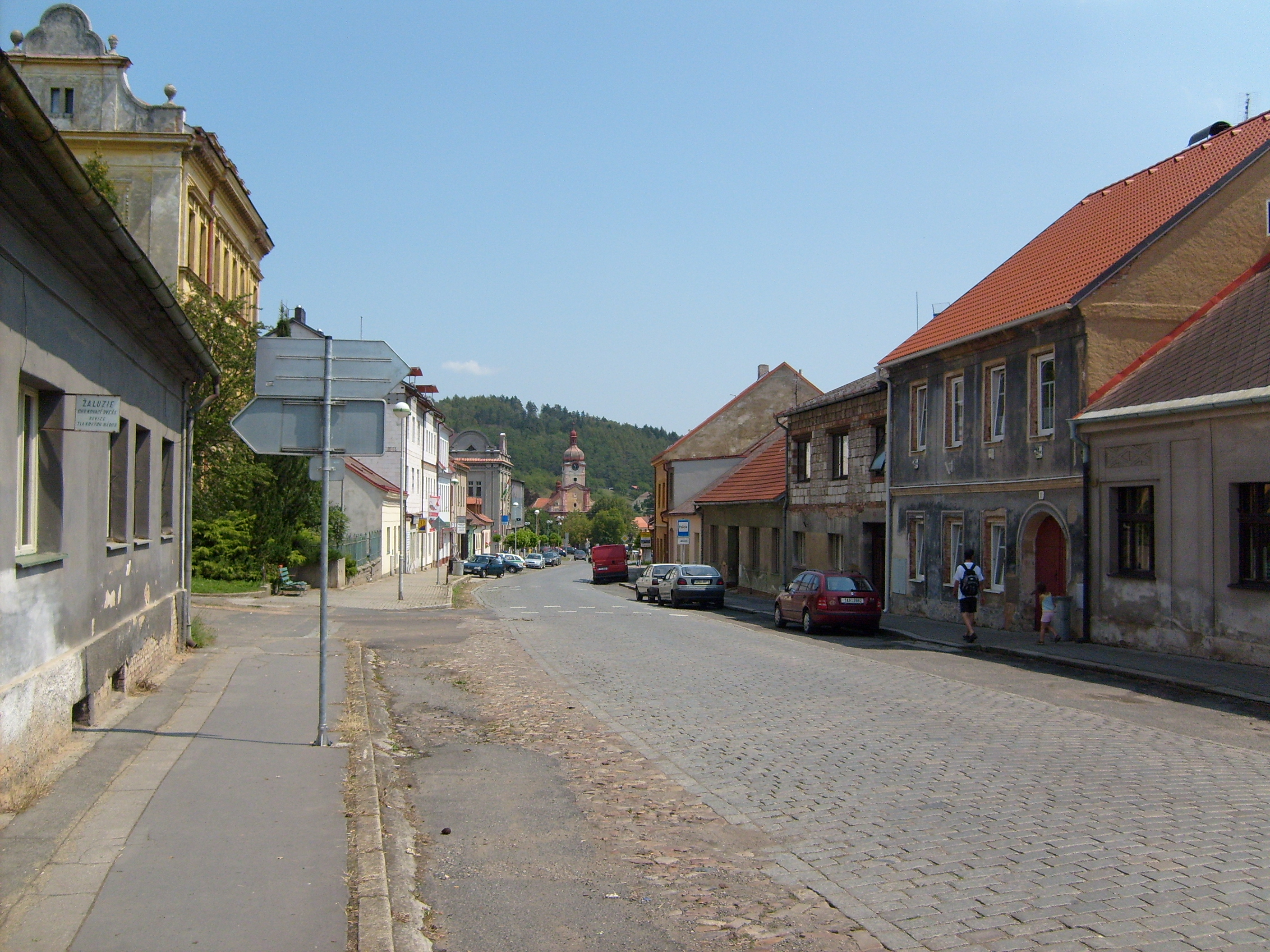
Radnice
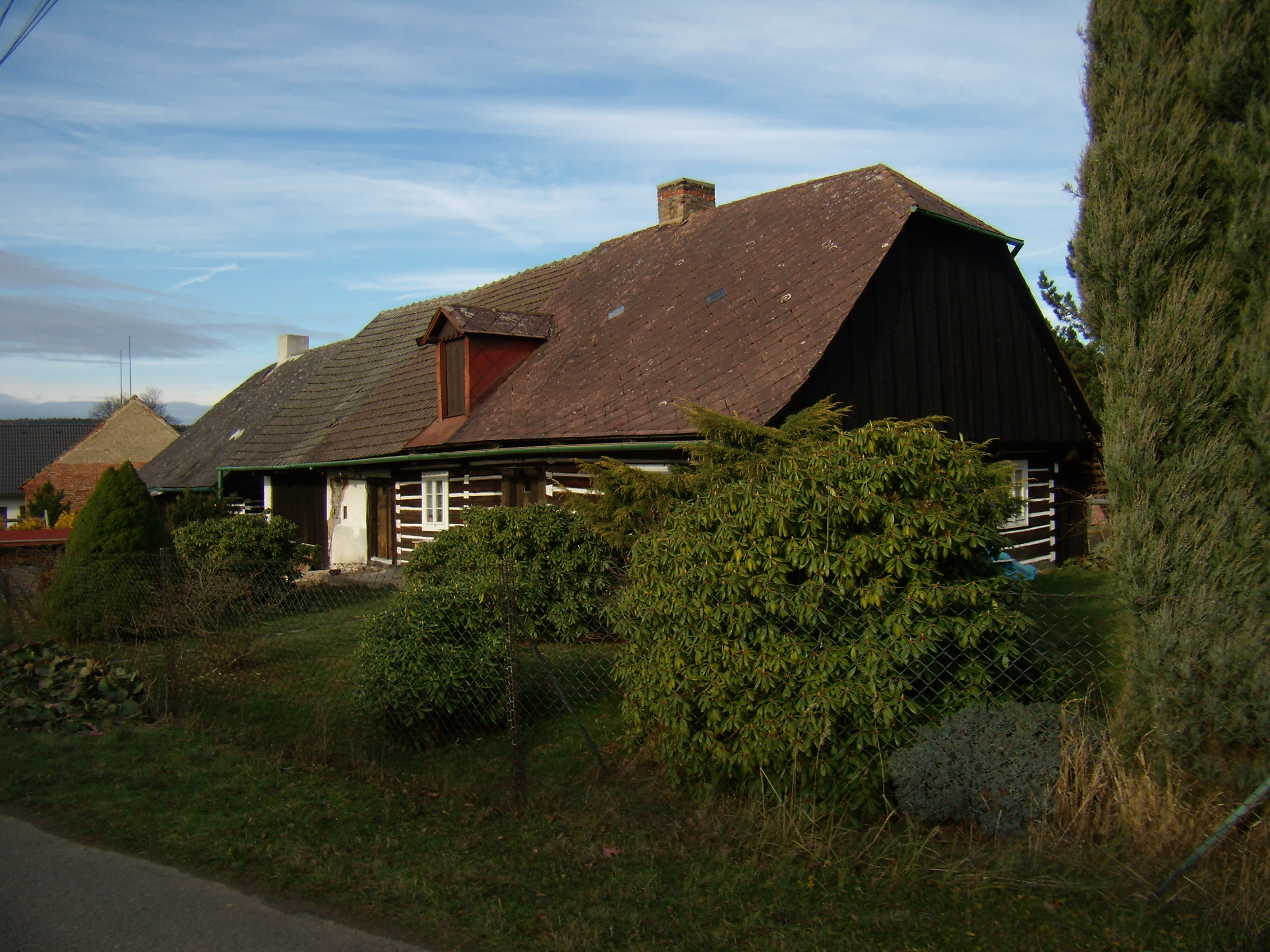
Plískov